# Razdolni (Rostov)
|  | Per a altres significats, vegeu «Razdolni». |

Razdolni (en rus: Раздольный) és un poble (un khútor) de l'óblast de Rostov, a Rússia, que en el cens del 2010 tenia 238 habitants, pertany al districte de Remóntnoie.